# Campdevànol
Campdevànol település Spanyolországban, Girona tartományban. Campdevànol Campelles, Ribes de Freser, Ogassa, Ripoll, Les Llosses és Gombrèn községekkel határos. Lakosainak száma 3262 fő (2024).

## Népesség
A település népessége az elmúlt években az alábbi módon változott:
| Lakosok száma | 345  | 995  | 2442 | 3377 | 3557 | 3361 | 3505 | 3395 | 3223 | 3262 |
|               | 1717 | 1887 | 1936 | 1960 | 1986 | 2004 | 2009 | 2014 | 2019 | 2024 |